# Процесс E-6

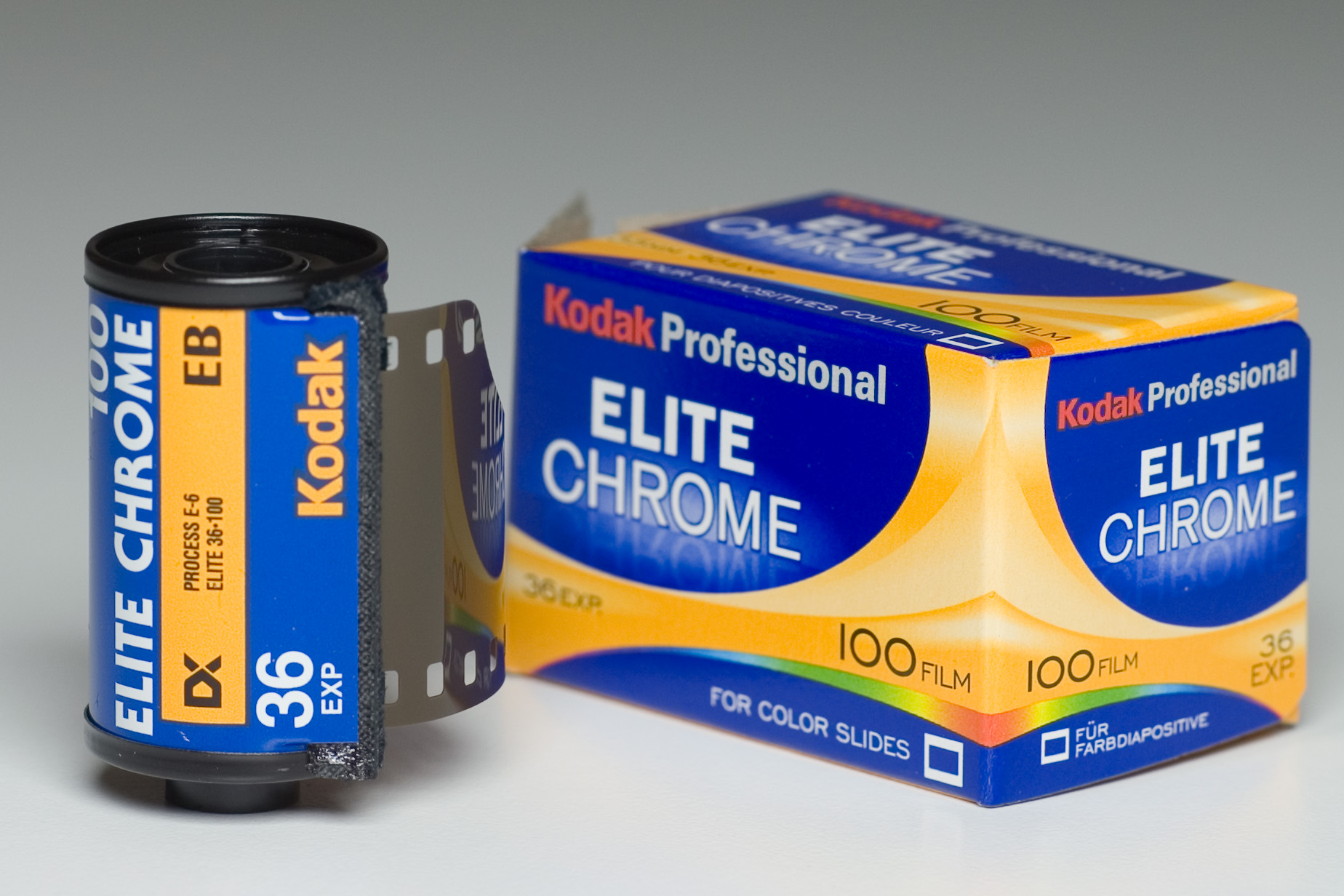
Цветная обращаемая фотоплёнка «Kodak Elite Chrome» 100 ед. ASA, обрабатывается по процессу Е-6

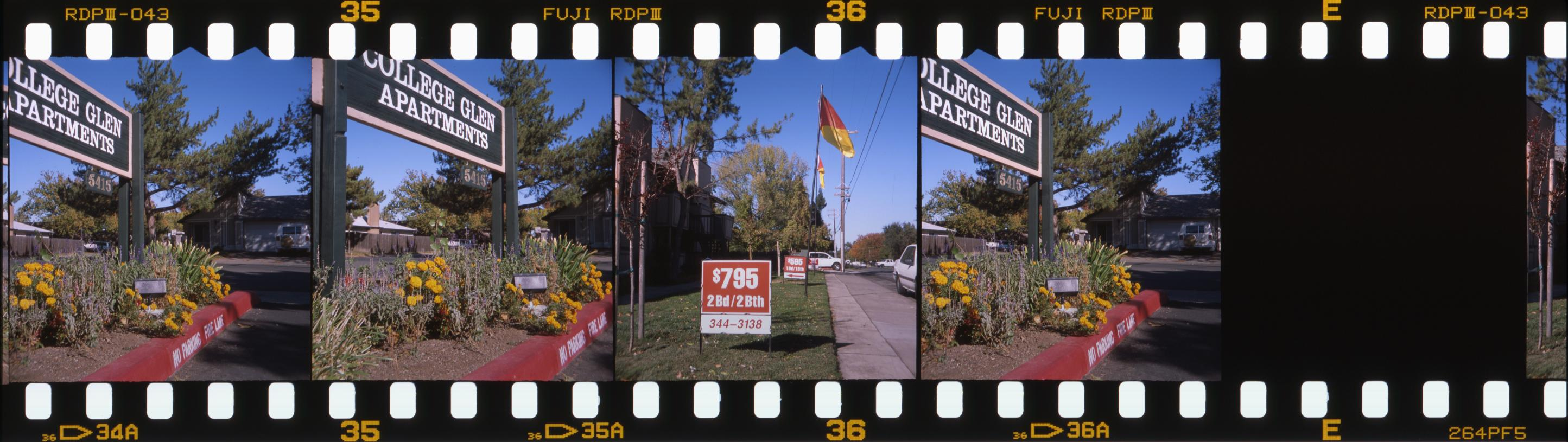
Цветная обращаемая фотоплёнка «Fuji Provia 100F film», обработана по процессу Е-6

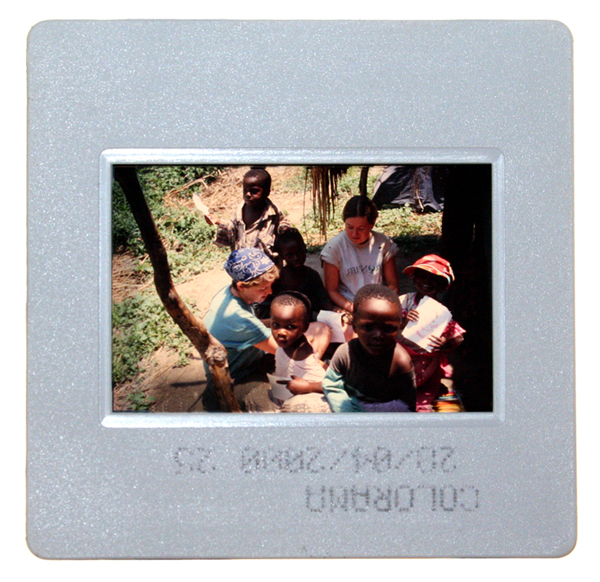
Диапозитив в рамке
(цветная обращаемая фотоплёнка)

Процесс E-6 — стандарт лабораторной обработки обращаемой (слайдовой) фотоплёнки, разработанный компанией Eastman Kodak.
Процесс E-6 более сложен, чем C-41, и должен выполняться с большей точностью, так как для слайдов отсутствует этап печати, на котором можно исправить плотность и цветовой баланс некачественно проявленного негатива. Температура растворов составляет 100° по Фаренгейту (38° по Цельсию).

## История
E-6 стал последней версией процесса лабораторной обработки для обращаемых плёнок типа «Kodak Ektachrome», начиная с процесса E-1, разработанного в 1946 году. Процесс E-6 в 1966 году заменил более ранний E-4, где использовалась засветка для обращения и получались слайды, которые быстро выцветали как в темноте, так и на свету.

## Описание
Процесс K-14 для плёнок типа Kodachrome более сложен, чем E-6, и осуществим только в лабораториях со сложным проявочным оборудованием. Процесс Е-6 допускает ручную обработку, в том числе в домашних условиях. Подлинный состав растворов для этого процесса не разглашается производителем, однако известны альтернативные рецептуры, воссозданные путём реверс инжиниринга.
Химикаты для процесса E-6 делятся на две группы. Стандартным является процесс, состоящий из шести этапов. «Быстрый», или «любительский» процесс использует три этапа. Промывка, стоп-ванны и стабилизация (дополнительный необязательный этап) не входят в число основных этапов.